# 5 cm leichter Granatwerfer 36
Az 5 cm leichter Granatwerfer 36 (rövidítve 5 cm le.Gr.W. 36 vagy 5 cm leGrW 36, magyarul 5 cm-es könnyű gránátvető 36)   könnyű aknavető, amelyet a német Harmadik Birodalom használt a második világháborúban.

## Történet
Az aknavető fejlesztését 1934-ben indította a Rheinmetall-Borsig AG, majd 1936-ban került rendszeresítésre. A fegyver feladatköre a hagyományos kézigránátok dobási távolságán túl elhelyezkedő ellenállási pontok tűz alá vétele volt. 1938-ig egy bonyolult teleszkópos irányzékot használtak hozzá. 1941-ben a Granatwerfer 36 túl komplikáltnak látszott a feladatköréhez képest. Lövedéke túl könnyű, hatótávolsága túl rövid volt. A fegyvert szakasz aknavetőnek használták háromfős legénységgel. A gyártást 1941-ben leállították. 1942-re az aknavetőt fokozatosan visszavonták a frontszolgálatról, de a rendelkezésre álló példányok a háború végéig használatban maradtak másodvonalbeli egységeknél. 1944-45-ben ahogy a lőszerkészlet és a meglévő aknavető állomány csökkent, a németek gyakran hagyatkoztak zsákmányolt francia és orosz 50 mm-es aknavetőkre. Az 50 mm-es aknavetők a háború további részében is népszerűek maradtak, mivel két ember számára könnyebb volt szállítani és a gyalogság számára nagyobb pusztítóerővel és hatótávolsággal rendelkeztek, mint a szakasz és zászlóalj szinten elérhető egyéb fegyverek.

## Fordítás
- Ez a szócikk részben vagy egészben  a   Granatwerfer 36 című angol Wikipédia-szócikk ezen változatának fordításán alapul.  Az eredeti cikk szerkesztőit annak laptörténete sorolja fel. Ez a jelzés csupán a megfogalmazás eredetét és a szerzői jogokat jelzi, nem szolgál a cikkben szereplő információk forrásmegjelöléseként.